# Bilingual
Bilingual é o sexto álbum de estúdio da dupla musical inglesa Pet Shop Boys, lançado a 2 de Setembro de 1996.
Com fortes influências do samba e do Olodum, o que inclui pandeiros, cuícas e até triângulos, é um álbum bastante versátil e se concentra nas diferenças de ritmos que existe na América Latina. Foi feito após a passagem do Pet Shop Boys no Brasil, no mesmo ano.
O disco atingiu o nº 39 da Billboard 200.
| Críticas profissionais                                                      | Críticas profissionais |
| Avaliações da crítica                                                       | Avaliações da crítica  |
| Fonte                                                                       | Avaliação              |
| --------------------------------------------------------------------------- | ---------------------- |
| allmusic                                                                    | [ 2 ]                  |
| Rolling Stone                                                               | [ 3 ]                  |
| Robert Christgau                                                            | (A-)                   |
| Esta tabela precisa de ser acompanhada por texto em prosa. Consulte o guia. |                        |

## Faixas
1. "Discoteca" - 4:37
2. "Single" - 3:48
3. "Metamorphosis" - 4:03
4. "Electricity" - 4:58
5. "Se a vida é (That's the Way Life Is)" - 4:00
6. "It Always Comes as a Surprise" - 6:05
7. "A Red Letter Day" - 5:10
8. "Up Against It" - 4:16
9. "The Survivors" - 4:30
10. "Before" - 4:32
11. "To Step Aside" - 3:48
12. "Saturday Night Forever" - 3:59

## Créditos
- Chris Lowe
- Neil Tennant